# Château de Sasso Corbaro
Pour les articles homonymes, voir Château de Montebello.
Le château de Sasso Corbaro est un château situé à Bellinzone en Suisse.
Il est également connu sous les noms de Château Sainte Barbara ou Cima ou Château d'Unterwald.
Il fait partie, avec le Castelgrande, le château de Montebello et la muraille qui ceinture la ville d'un ensemble inscrit depuis 2000 au patrimoine mondial de l'humanité de l'UNESCO.
Situé au-dessus du château de Montebello, sur un rocher isolé, il a été construit dans le but d'empêcher le contournement par la montagne du "barrage" que constituait les 2 châteaux existants et la muraille qui fermait la vallée.
Une tour d'habitation et de défense existait là depuis 1400 mais le château date de 1478. Il s'est constitué par agrandissement de cette tour.
Les travaux sont confiés par les milanais à l'architecte ducal Ferini de Florence, qui meurt de la peste. Il fut alors remplacé par l'architecte Ghiringhelli de Bellinzone. Le château est achevé rapidement, en six mois, pour prévenir les attaques des confédérés.
En face de l'entrée se dresse le donjon avec 14 mètres de hauteur.
Une habitation s'ouvre sur la cour intérieure, typiques du style d'habitat de la région au XVe siècle avec des fenêtres en ogive et des cheminées saillantes.
Le château abrite également une chapelle dédiée à Sainte Barbe.
Aujourd'hui se trouve le Musée des arts et des traditions populaires tessinoises.

### Sources
- Châteaux forts de Suisse - volume 2 (Éditions Silva, Zurich (Suisse), 1982)
- Découverte de la Suisse - volume 20 (Éditions Avanti, Neuchâtel (Suisse), 1982)